# 양담
양담(楊譚, ? ~ ?) 은 전한 후기의 관료로, 자는 옹군(翁君)이며 경조윤 화음현(華陰縣) 사람이다. 승상 양창의 손자이다.

## 생애
원강 3년(기원전 63년), 아버지 양충의 뒤를 이어 안평후(安平侯)에 봉해졌다.
숙부 양운은 광록훈을 지내다가, 선제의 심기를 거슬러 파면되고 집에서 소일하였다. 이때 전속국(典屬國)을 지내고 있었던 양담은 양운을 위로하였다.
| “ | 두연년도 예전에 죄를 지어 쫓겨났다가, 지금은 다시 부름을 받아 어사대부를 지내고 있지 않습니까? 지은 죄가 가벼웠고, 또 공이 있었기 때문에 다시 쓰임받은 것입니다. | ” |

하지만 양운은 냉담한 반응을 보였다.
| “ | 공이 있는 게 무슨 소용이냐? 지금은 힘써 일할 때가 아니다. | ” |

양담은 양운의 말에 동조하였다.
| “ | 옳은 말씀입니다. 갑관요와 한연수는 힘써 일한 자들이었는데, 모두 (지금의 황제에게) 주살되었습니다. | ” |

둘의 발언은 문제가 되어 정위가 심리하기에 이르렀고, 결국 양운은 대역죄로 요참에 처하였다. 양담 또한 양운의 말에 호응하여 원망하는 말을 한 죄로 주살될 위기에 놓였으나, 사면받고 관작이 박탈되었다. 오봉 4년(기원전 54년)의 일이었다.

## 출전
- 반고, 《한서》 권18 외척은택후표·권66 공손유전왕양채진정전